# Digitale uitzending
Een digitale uitzending is een vorm van radio of televisie waarbij de informatie digitaal wordt uitgezonden. Digitale uitzendingen kunnen via satelliet, kabel, ether, glasvezelkabel en breedbandinternet lopen.

## Overzicht
| Afkorting | Naam                                                  | Medium                                                                         | Toepassing                 |
| --------- | ----------------------------------------------------- | ------------------------------------------------------------------------------ | -------------------------- |
| DVB-S     | Digital Video Broadcast - Satellite                   | satelliet                                                                      | radio en televisie         |
| DVB-S2    | Digital Video Broadcast - Satellite (2de generatie)   | satelliet                                                                      | radio, televisie en hdtv   |
| DVB-C     | Digital Video Broadcast - Cable                       | kabel                                                                          | radio en televisie en hdtv |
| DVB-T     | Digital Video Broadcast - Terrestrial                 | ether: 226-838 MHz (kanaal 12 t/m 66)                                          | radio en televisie         |
| DVB-T2    | Digital Video Broadcast - Terrestrial (2de generatie) | ether                                                                          | radio en televisie en hdtv |
| DVB-H     | Digital Video Broadcast - Handheld                    | ether                                                                          | radio en televisie         |
| SDH       | Synchrone Digitale Hiërarchie                         | glasvezel                                                                      | radio en televisie         |
| IPTV      | Internet Protocol Television                          | breedbandinternet                                                              | radio en televisie         |
| DAB       | Digital Audio Broadcasting                            | ether: 174–240 MHz (tv band III) 1452–1492 MHz (L-band)                        | radio                      |
| DAB+      | Digital Audio Broadcasting Plus                       | ether: 174–240 MHz (tv band III) 1452–1492 MHz (L-band)                        | radio                      |
| DRM       | Digital Radio Mondiale                                | ether: 30–300 kHz (lange golf) 300–3000 kHz (middengolf) 3-30 MHz (korte golf) | radio                      |
| FMeXtra   | FMeXtra                                               | ether: 87,5-108 MHz (FM-band)                                                  | radio                      |
| HD Radio  | HD Radio                                              | ether: 87,5-108 MHz (FM-band) 300–3000 kHz (middengolf)                        | radio                      |